# Fire & Ice (Trance-Formation)
Das Trance-Projekt Fire & Ice besteht aus Jurgen Leyers aka DJ Fire und Laurent Véronnez aka L-Vee.
Die beiden trafen sich 1997 auf der Love Parade. Nach einem längeren Gespräch entschlossen sie sich, gemeinsam ein Projekt zu starten. Das Hauptziel dabei: Gefühlvollen Trance zu produzieren. Ihre erste Single hieß „Lost Emotions“ und war in Europa sehr erfolgreich. Danach folgten weitere Hits, wie etwa „What you are for me/Out of Darkness“, „Beyond my control“, „Neverending Melody“ and „Forever Young“. Die Single „Lost Emotions 2001“ machte das Duo in Deutschland und in der Schweiz bekannt. So gut wie jede Single erreichte die Top 10 in den Belgischen Dance Charts.